# Saint-Pierre-de-Clages
Saint-Pierre-de-Clages is een dorp in Zwitserland. Het is gelegen in het Frans-sprekende gedeelte van het kanton Wallis in de gemeente Chamoson.
Saint-Pierre-de-Clages werd in 1376 verenigd met de gemeente Chamoson. Het dorp is beroemd om zijn kerk uit de 11e eeuw met zijn achthoekige klokkentoren.
Saint-Pierre-de-Clages staat ook bekend als de Zwitserse boekenstad met een jaarlijks boekenfestival, "La Fête Du Livre", dat soms 20.000 bezoekers trekt.

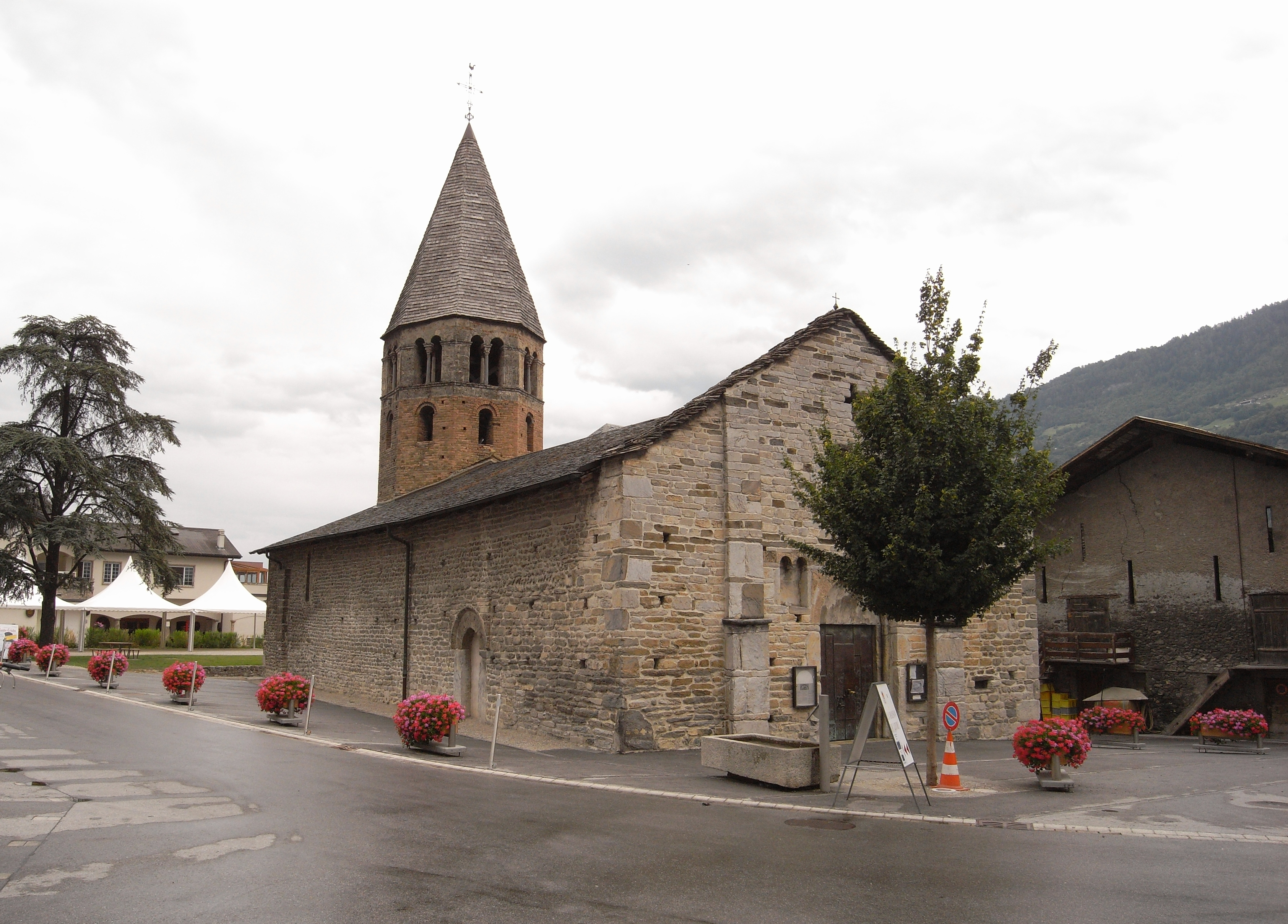
Romaanse kerk in Saint-Pierre-de-Clages
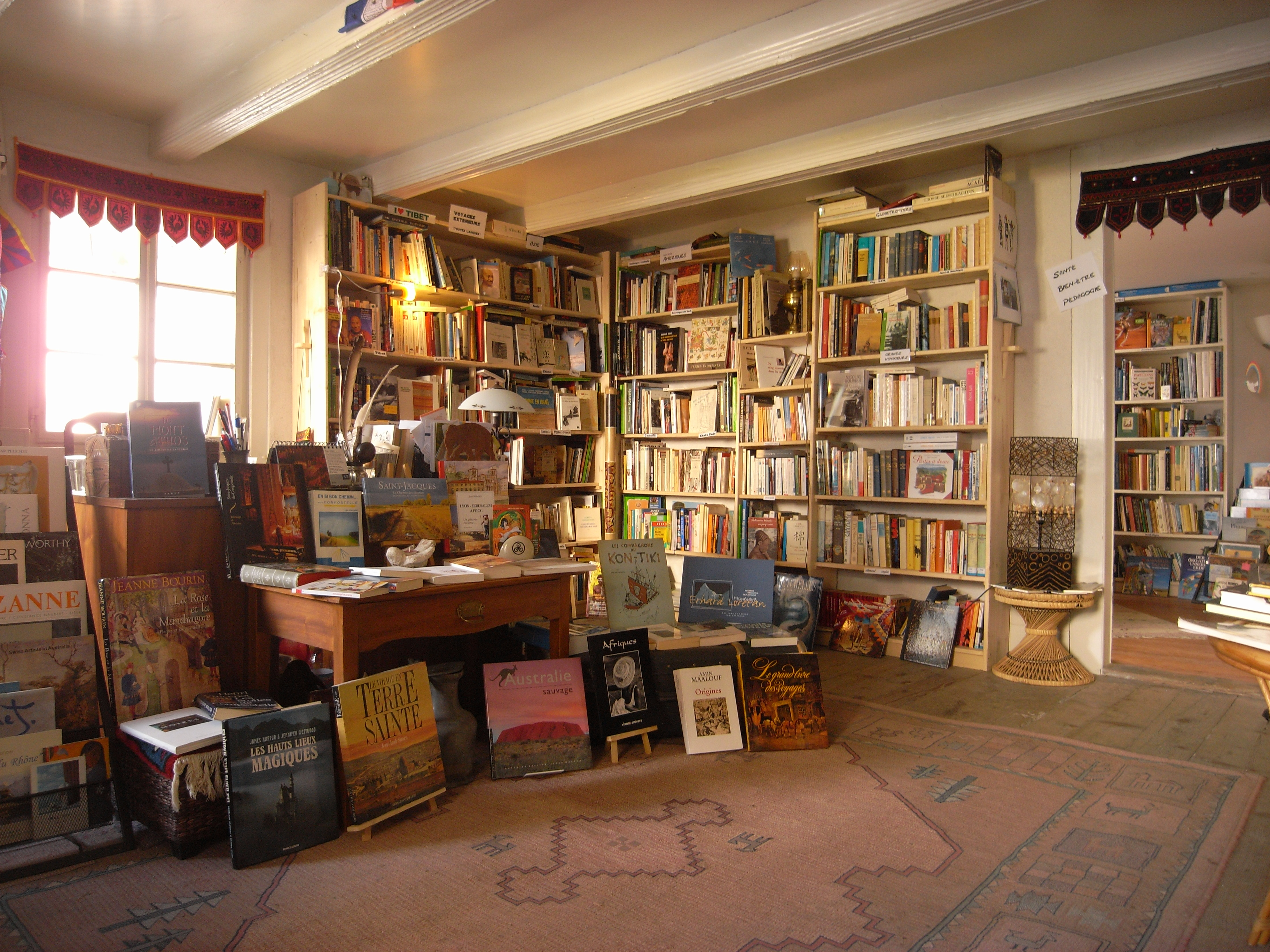
Antiquariaat in Saint-Pierre-de-Clages